# East Tisbury
East Tisbury var en civil parish fram till 1927 då den blev en del av Tisbury, i grevskapet Wiltshire, i England. Civil parish var belägen 18 km från Salisbury och hade 729 invånare år 1921.